# José Manuel Lara Hernández
José Manuel Lara Hernández (El Pedroso, Sevilla, 31 de diciembre de 1914-Barcelona, 11 de mayo de 2003) fue un editor español, fundador de la Editorial Planeta. Recibió el título nobiliario de marqués del Pedroso de Lara en 1994.

## Biografía
Era hijo de Fernando Lara Calero, médico del pueblo sevillano de El Pedroso, y de Inés Hernández. Dejó muy pronto la escuela y probó varios oficios, como carpintero, pintor y bailarín de revista, sin éxitos notables. Participó en la guerra civil española en el bando franquista, alcanzando por méritos el grado de capitán en la Legión Española.
Tras la guerra se afincó en la ciudad de Barcelona, donde conoció a su esposa, María Teresa Bosch Carbonell, y se dedicó a la compra y venta de libros y fundó diversas editoriales hasta que en 1949 constituyó la editorial Planeta. El negocio creció rápidamente en la España cambiante de los años setenta, impulsado por su catálogo de ficción, con oportunas adquisiciones y alianzas comerciales en el camino.
Durante estos años Planeta se instaló en Argentina, México, Colombia, Chile, Venezuela y, más adelante, en Ecuador.
En 1952 José Manuel Lara creó el "Premio Planeta de Novela", un premio literario comercial otorgado por la Editorial Planeta a la mejor obra inédita escrita en Idioma español. Se falla cada 15 de octubre por la noche, festividad de Santa Teresa, onomástica de la esposa del fundador, María Teresa Bosch, fallecida en 2003.
Hoy en día el Grupo Planeta comprende varias editoriales, como Seix Barral, Espasa Calpe y Destino. Planeta es también un grupo de comunicación que comprende editoriales, cadenas de radio y televisión y periódicos. La editorial otorga anualmente los premios Planeta, Ateneo de Sevilla, Ramon Llull y, en homenaje a su creador, el extinto "Premio de Novela Fundación José Manuel Lara".
En 1996 instituyó el Premio Fernando Lara de Novela en honor a su hijo menor, Fernando Lara Bosch, fallecido en accidente de tráfico a los 38 años, el 18 de agosto de 1995, mientras se dirigía a su residencia de Puigcerdà, siendo en ese momento consejero delegado del Grupo Planeta.
José Manuel Lara falleció el 11 de mayo de 2003 a los 88 años de edad en Barcelona a causa de una enfermedad degenerativa del sistema nervioso.

Cuatro meses después, su viuda, María Teresa Bosch, falleció un 17 de septiembre de 2003.
El matrimonio tuvo cuatro hijos: José Manuel (1946-2015), Inés, María Isabel (Maribel) y Fernando Lara Bosch (1957-1995).
En 1994 fue nombrado marqués del Pedroso de Lara por el rey Juan Carlos I.